# Strumigenys ogloblini
Strumigenys ogloblini är en myrart som beskrevs av Santschi 1936. Strumigenys ogloblini ingår i släktet Strumigenys och familjen myror. Inga underarter finns listade i Catalogue of Life.